# Berufungsgericht der Vereinten Nationen
Das Berufungsgericht der Vereinten Nationen (englisch United Nations Appeals Tribunal, UNAT; französisch Tribunal d’appel des Nations Unies) ist die Berufungsinstanz der Dienstgerichtsbarkeit der Vereinten Nationen mit Sitz in New York.

## Gründung
Grundlage des Gerichts ist die Resolution der Generalversammlung 62/228 vom 22. Dezember 2007. Danach wurde in Nachfolge des zuvor bestehenden Verwaltungsgerichts der Vereinten Nationen zum 1. Januar 2009 eine zweizügige Gerichtsbarkeit errichtet aus dem erstinstanzlichen Gericht der Vereinten Nationen für dienstrechtliche Streitigkeiten und dem zweitinstanzlichen Berufungsgericht der Vereinten Nationen.

## Zusammensetzung
Das Gericht besteht aus sieben Richtern, die auf Empfehlung des Rats für interne Rechtspflege von der Generalversammlung gewählt werden. Die Richter sind auf sieben Jahre gewählt und nicht wieder wählbar, mit Ausnahme von drei durch Los bestimmten Richtern, die zunächst drei Jahre im Amt sind und sich sodann für eine einzige weitere siebenjährige Amtszeit bewerben können.
Das Gericht entscheidet in Spruchkörpern von drei Richtern.
Gewählt wurden für eine Amtszeit ab 1. Juli 2009:
- Kamaljit Singh Garewal (Indien); gemäß Losentscheid für drei Jahre
- Sophia Adinyira (Ghana)
- Mark P. Painter (Vereinigte Staaten); gemäß Losentscheid für drei Jahre
- Inés Mónica Weinberg de Roca (Argentinien)
- Jean Courtial (Frankreich), bisher Mitglied des Conseil d’État; gemäß Losentscheid für drei Jahre
- Rose Toodick Boyko (Kanada, bisher Richterin am Ontario Superior Court)
- Luis Maria Simón (Uruguay)

Bisherige Präsidenten:
1. Inés Weinberg de Roca (Argentinien, 2009/10)
2. Jean Courtial (Frankreich, 2010/11)
3. Sophia Adinyira (Ghana, 2011/12)
4. Luis María Simón (Uruguay, 2012/13)
5. Mary Faherty (Irland, 2013/14)
6. Richard Lussick (Samoa, 2014/15)
7. Rosalyn M. Chapman (USA, 2015/16)
8. Deborah Thomas-Felix (Trinidad und Tobago, 2016/17)
9. John Raymond Murphy (Südafrika, 2018)
10. Dimitrios Raikos (Griechenland, 2019)
11. Sabine Knierim (Deutschland, 2020)
12. Martha Halfeld Furtado de Mendonça Schmidt (Brasilien, 2021)
13. Graeme Colgan (Neuseeland, 2022)
14. Nassib G. Ziadé (Libanon, 2023)
15. Gao Xiaoli (China, 2024)
16. Kanwaldeep Sandhu (Kanada, 2025)

## Instanzenzug
Das Berufungsgericht der Vereinten Nationen ist Rechtsmittelgericht gegen Entscheidungen des Gerichts der Vereinten Nationen für dienstrechtliche Streitigkeiten und weiterer Gerichte (z. B. des Gerichts der UNRWA für dienstrechtliche Streitigkeiten).